# Muladi (upazila)
Pour l’article homonyme, voir Muladi.
Muladi (en bengali : মুলাদি) est une upazila du Bangladesh dans le district de Barisal. En 1991, on y dénombrait 171 948 habitants.